# Balkanabat
Balkanabat (precedentemente chiamata Nebit Dag) è il capoluogo della provincia di Balkan, in Turkmenistan, giace ai piedi della catena del Balkan Daglary.

## Storia
La città, fondata nel 1933 come una fermata della ferrovia transcaspica, è oggi un centro industriale dedito alla produzione di petrolio e gas naturale.

Recentemente è stata realizzata un'opera artistica interamente in sabbia che celebra gli esploratori del deserto. Sono stati raffigurati un cammello assieme agli esplorati, sferzati da una tempesta di sabbia.